# Mistrzostwa Ameryki Południowej w Piłce Siatkowej Mężczyzn 1999
XXIII Mistrzostwa Ameryki Południowej w Piłce Siatkowej Mężczyzn odbyły się w argentyńskim mieście Córdoba między 7 a 11 września 1999 roku.
Tytułu sprzed dwóch lat bronili Brazylijczycy (odnieśli 16 kolejnych zwycięstw) i to oni po raz kolejny zdobyli mistrzostwo. Był to dwudziesty drugi złoty medal mistrzostw Ameryki Południowej w historii brazylijskiej siatkówki.
Mistrz i Wicemistrz Ameryki Południowej 1999 otrzymali prawo do gry na Pucharze Świata 1999.

## System rozgrywek
Przed turniejem finałowym rozegrano eliminacje do finałów, w których reprezentacje podzielone na dwie grupy rywalizowały ze sobą systemem kołowym, każdy z każdym. Do finałów awansowali zwycięzcy grup. Udział w turnieju miały zagwarantowane reprezentacje gospodarzy (Argentyny) i dotychczasowych Mistrzów (Brazylii).
W finałowym turnieju cztery reprezentacje znajdujące się w jednej grupie rozegrały ze sobą mecze w systemie każdy z każdym. Drużyny, które po rozegraniu wszystkich spotkań znalazły się na 1. i 2. miejscu w tabeli, rozegrały ze sobą mecz finałowy. Zespoły z 3. i 4. w tabeli zagrały mecz o 3. miejsce w turnieju.
O kolejności w tabeli decydowały kolejno: 
- liczba punktów,
- stosunek małych punktów,
- stosunek setów.

## Drużyny uczestniczące
| Reprezentacja                            | Miejsce w poprzednich mistrzostwach |
| ---------------------------------------- | ----------------------------------- |
| Automatycznie zakwalifikowane do finałów |                                     |
| Brazylia (obrońca tytułu)                | 1                                   |
| Argentyna (gospodarz)                    | 3                                   |
| Uczestniczące w eliminacjach             |                                     |
| Boliwia                                  | ns.                                 |
| Chile                                    | 5*                                  |
| Ekwador                                  | 8*                                  |
| Kolumbia                                 | 6*                                  |
| Paragwaj                                 | 7*                                  |
| Peru                                     | 4                                   |
| Urugwaj                                  | 9*                                  |
| Wenezuela                                | 2                                   |

ns.- nie startował
*- nie zakwalifikowała się do turnieju finałowego

## Eliminacje

### Grupa południowa
Rivera
Dwie najlepsze drużyny po fazie grupowej rozegrały mecz o awans do finałów.
| Poz. | Reprezentacja | Pkt | Mecze | Mecze | Mecze | Małe punkty | Małe punkty | Małe punkty | Sety | Sety | Sety  |
| Poz. | Reprezentacja | Pkt | M     | Z     | P     | zdob.       | str.        | ratio       | wyg. | prz. | ratio |
| ---- | ------------- | --- | ----- | ----- | ----- | ----------- | ----------- | ----------- | ---- | ---- | ----- |
| 1    | Urugwaj       | 6   | 3     | 3     | 0     | 230         | 189         | 1,216       | 9    | 0    | MAX   |
| 2    | Chile         | 5   | 3     | 2     | 1     | 243         | 218         | 1,114       | 6    | 4    | 1,500 |
| 3    | Paragwaj      | 4   | 3     | 1     | 2     | 210         | 235         | 0,894       | 4    | 6    | 0,666 |
| 4    | Boliwia       | 3   | 3     | 0     | 3     | 184         | 225         | 0,818       | 0    | 9    | 0,000 |

| 25 sierpnia 1999                    |  |     |  |          |                              |
| Chile                               |  | 3:1 |  | Paragwaj | (22:25, 25:12, 25:21, 25:18) |
| Urugwaj                             |  | 3:0 |  | Boliwia  | (25:20, 25:22, 25:17)        |
| 26 sierpnia 1999                    |  |     |  |          |                              |
| Chile                               |  | 3:0 |  | Boliwia  | (25:21, 25:20, 25:21)        |
| Urugwaj                             |  | 3:0 |  | Paragwaj | (25:21, 25:18, 25:20)        |
| 27 sierpnia 1999                    |  |     |  |          |                              |
| Paragwaj                            |  | 3:0 |  | Boliwia  | (25:22, 25:20, 25:21)        |
| Urugwaj                             |  | 3:0 |  | Chile    | (25:20, 25:23, 30:28)        |
| Mecz o awans do turnieju finałowego |  |     |  |          |                              |
| 28 sierpnia 1999                    |  |     |  |          |                              |
| Urugwaj                             |  | 3:1 |  | Chile    | (28:26, 21:25, 25:17, 25:20) |

Końcowa klasyfikacja
     awans do turnieju finałowego
| 1 | Urugwaj  |
| 2 | Chile    |
| 3 | Paragwaj |
| 4 | Boliwia  |

### Grupa północna
Bogota
     awans do turnieju finałowego
| Poz. | Reprezentacja | Pkt | Mecze | Mecze | Mecze | Małe punkty | Małe punkty | Małe punkty | Sety | Sety | Sety  |
| Poz. | Reprezentacja | Pkt | M     | Z     | P     | zdob.       | str.        | ratio       | wyg. | prz. | ratio |
| ---- | ------------- | --- | ----- | ----- | ----- | ----------- | ----------- | ----------- | ---- | ---- | ----- |
| 1    | Wenezuela     | 6   | 3     | 3     | 0     | 246         | 199         | 1,236       | 9    | 1    | 9,000 |
| 2    | Kolumbia      | 5   | 3     | 2     | 1     | 202         | 185         | 1,092       | 6    | 3    | 2,000 |
| 3    | Peru          | 4   | 3     | 1     | 2     | 218         | 246         | 0,886       | 3    | 7    | 0,428 |
| 4    | Ekwador       | 3   | 3     | 0     | 3     | 239         | 275         | 0,869       | 2    | 9    | 0,222 |

| 27 sierpnia 1999 |  |     |  |          |                              |
| Wenezuela        |  | 3:0 |  | Peru     | (25:21, 25:19, 25:21)        |
| Kolumbia         |  | 3:0 |  | Ekwador  | (25:19, 25:22, 25:16)        |
| 28 sierpnia 1999 |  |     |  |          |                              |
| Wenezuela        |  | 3:1 |  | Ekwador  | (25:19, 21:25, 25:21, 25:21) |
| Kolumbia         |  | 3:0 |  | Peru     | (25:16, 25:17, 25:20)        |
| 29 sierpnia 1999 |  |     |  |          |                              |
| Peru             |  | 3:1 |  | Ekwador  | (25:22, 31:33, 25:21, 25:20) |
| Wenezuela        |  | 3:0 |  | Kolumbia | (25:10, 25:23, 25:19)        |

## Turniej finałowy

### Faza grupowa
mecz finałowy
     mecz o 3. miejsce
| Poz. | Reprezentacja | Pkt | Mecze | Mecze | Mecze | Małe punkty | Małe punkty | Małe punkty | Sety | Sety | Sety  |
| Poz. | Reprezentacja | Pkt | M     | Z     | P     | zdob.       | str.        | ratio       | wyg. | prz. | ratio |
| ---- | ------------- | --- | ----- | ----- | ----- | ----------- | ----------- | ----------- | ---- | ---- | ----- |
| 1    | Brazylia      | 6   | 3     | 3     | 0     | 253         | 183         | 1,383       | 9    | 1    | 9,000 |
| 2    | Argentyna     | 5   | 3     | 2     | 1     | 250         | 223         | 1,121       | 6    | 5    | 1,200 |
| 3    | Wenezuela     | 4   | 3     | 1     | 2     | 264         | 263         | 1,004       | 6    | 6    | 1,000 |
| 4    | Urugwaj       | 3   | 3     | 0     | 3     | 127         | 225         | 0,564       | 0    | 9    | 0,000 |

| 7 września 1999 |

|  | Argentyna | 3:0(25:19, 25:9, 25:14) | Urugwaj |  |
|  |           | 3:0(25:19, 25:9, 25:14) |         |  |

|  | Brazylia | 3:1(27:25, 20:25, 25:12, 27:25) | Wenezuela |  |
|  |          | 3:1(27:25, 20:25, 25:12, 27:25) |           |  |

| 8 września 1999 |

|  | Brazylia | 3:0(25:11, 25:12, 25:6) | Urugwaj |  |
|  |          | 3:0(25:11, 25:12, 25:6) |         |  |

|  | Argentyna | 3:2(20:25, 25:19, 27:25, 21:25, 15:8) | Wenezuela |  |
|  |           | 3:2(20:25, 25:19, 27:25, 21:25, 15:8) |           |  |

| 9 września 1999 |

|  | Wenezuela | 3:0(25:18, 25:16, 25:22) | Urugwaj |  |
|  |           | 3:0(25:18, 25:16, 25:22) |         |  |

|  | Argentyna | 0:3(18:25, 22:25, 27:29) | Brazylia |  |
|  |           | 0:3(18:25, 22:25, 27:29) |          |  |

### Finały
| 11 września 1999 |

#### Mecz o 3. miejsce
|  | Wenezuela | 3:0(25:18, 25:21, 25:17) | Urugwaj |  |
|  |           | 3:0(25:18, 25:21, 25:17) |         |  |

#### Finał
|  | Brazylia | 3:1(25:16, 25:17, 22:25, 25:17) | Argentyna |  |
|  |          | 3:1(25:16, 25:17, 22:25, 25:17) |           |  |

## Klasyfikacja końcowa
| Miejsce | Zespół    | Uwagi                       |
| ------- | --------- | --------------------------- |
|         | Brazylia  | Awans na Puchar Świata 1999 |
|         | Argentyna | Awans na Puchar Świata 1999 |
|         | Wenezuela |                             |
| 4       | Urugwaj   |                             |
| 5       | Kolumbia  | odpadły w kwalifikacjach    |
| 6       | Chile     | odpadły w kwalifikacjach    |
| 7       | Paragwaj  | odpadły w kwalifikacjach    |
| 8       | Peru      | odpadły w kwalifikacjach    |
| 9       | Ekwador   | odpadły w kwalifikacjach    |
| 10      | Boliwia   | odpadły w kwalifikacjach    |